# Irville Charles LeCompte
Irville Charles LeCompte (* 31. Juli 1872 in Pittston, Pennsylvania; † 5. April 1957 in Newton Center, Massachusetts, USA) war ein US-amerikanischer Romanist.

## Leben
Irville Charles LeCompte wurde als zweites von vier Kindern von Charles Thomas LeCompte and Mary Jane Calkins geboren. LeCompte studierte von 1891 bis 1897 an der Wesleyan University in Middletown, CT und von 1897 bis 1900 an der New Yorker Columbia University. 1905/1906 war er an der (damaligen) Kaiser-Wilhelms-Universität in Straßburg immatrikuliert, wo er 1905 zum Dr. phil. promoviert wurde. Der Korporierte Alfons Maria Jakob begeisterte ihn 1905 für eine Mitgliedschaft in der katholischen Studentenverbindung KDStV Rappoltstein Straßburg (heute in Köln) im CV; für eine Mitgliedschaft in der neugegründeten Rappoltstein wurde er von der KDStV Badenia (Straßburg) Frankfurt am Main freigestellt. 1907 studierte LeCompte für ein Semester an der Pariser Sorbonne.
1907 wurde LeCompte Professor für Romanistik an der Yale University in New Haven, 1917 wechselte er an die University of Minnesota in Minneapolis. 1941 wurde er emeritiert. Nach seiner Emeritierung studierte er Russisch und bearbeitete zahlreiche technische Übersetzungen, u. a. im Auftrag der NATO.
LeCompte wurde bekannt durch seine Forschungen im Bereich der alten französischen Literatur. 1931 veröffentlichte er zusammen mit Colbert Searles das Buch Anthology of Modern French Literature. 1937 verfasste er zusammen mit Myrtle Sundeen Unified French Course.
LeCompte heiratete 1902 Harriet Bernice MacLachlan. Aus der Ehe ging ein Sohn hervor.

## Schriften
- Human Geography, an Attempt at a Positive Classification, Principles and Examples, 1920
- Romans des Romans, Paris 1923
- Anthology of Modern French Literature, 1931/1937
- Unified French Course: an Integrated Course for Beginners, 1937